# Appias sabina
Appias sabina é uma borboleta da família Pieridae. Pode ser encontrada em África. O habitat é constituído por florestas.
A envergadura da borboleta é de entre 44–55 millimetres (1,7–2,2 in) para os machos e entre 44–53 millimetres (1,7–2,1 in) para as fêmeas. Os adultos estão em época de voo durante o ano todo.
As larvas alimentam-se das espécies Drypetes gerrardi, Drypetes ugandensis, Ritchiea fragrans, Phyllanthus e Boscia.

## Sub-espécies
- Appias sabina sabina (Uganda ocidental até Zaire, Nigéria, Serra Leoa)
- Appias sabina comorensis Talbot, 1943 (Ilhas Comores)
- Appias sabina confusa (Butler, 1872) (Madagáscar)
- Appias sabina udei Suffert, 1904 (norte do Quénia (Mount Marsabit) para o Malawi e leste do Zimbabwe (Chirinda))